# Philereme transversata
Philereme transversata là một loài bướm đêm thuộc họ Geometridae. Nó được tìm thấy ở much of miền Cổ bắc.
Sải cánh dài 29–37 mm. Có một lứa một năm con trưởng thành bay từ the beginning of tháng 6 đến tháng 8.
Ấu trùng ăn Rhamnus cathartica. 

## Hình ảnh

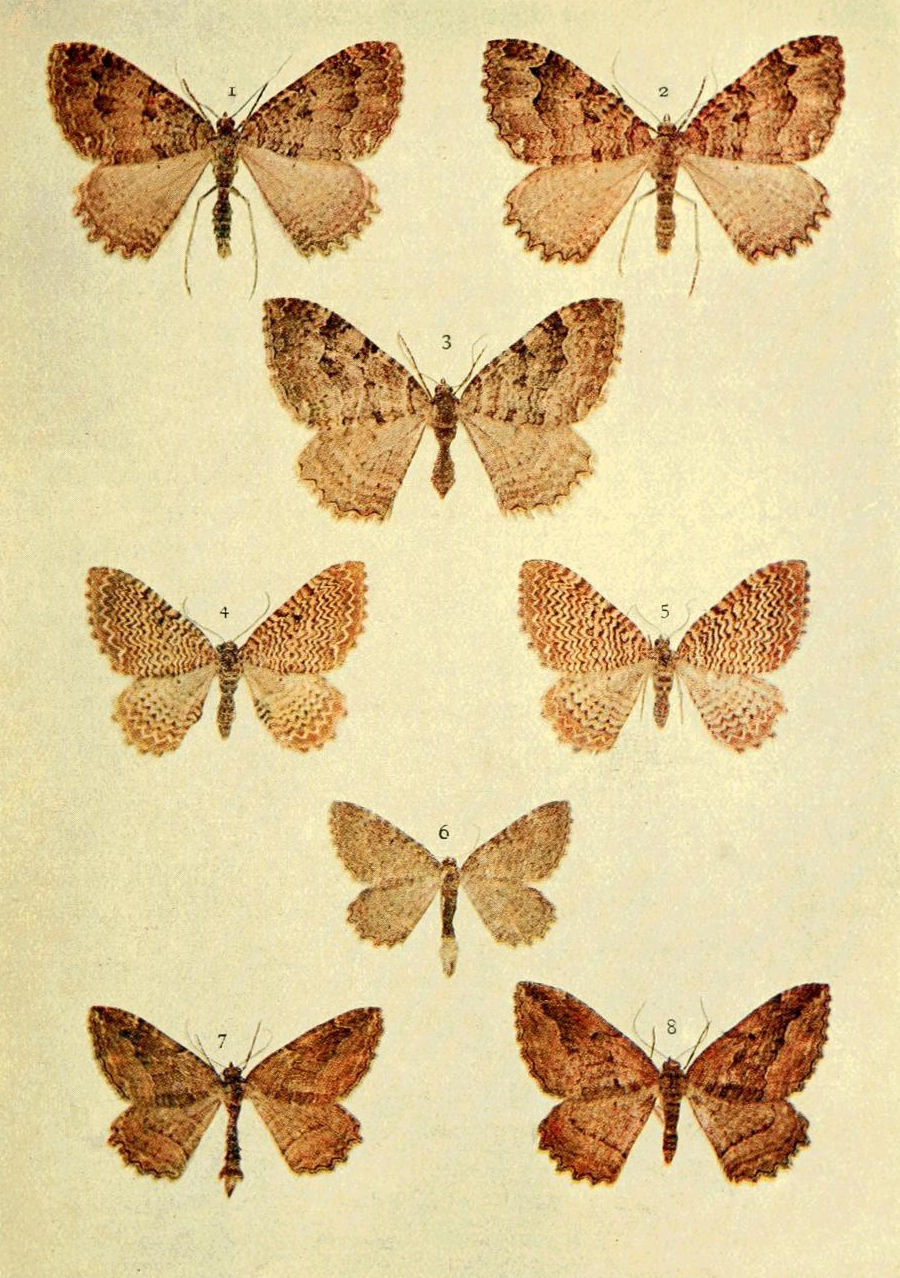
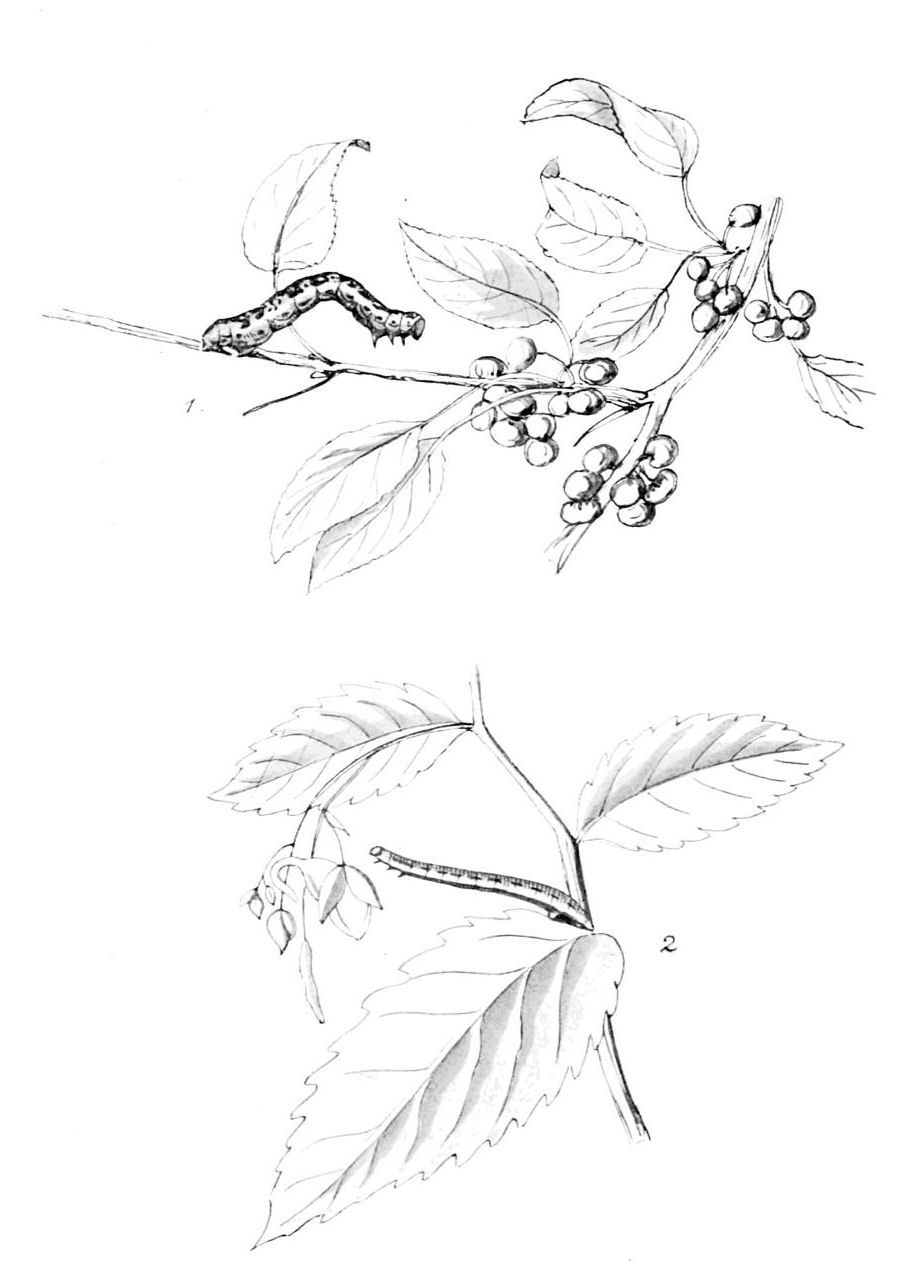
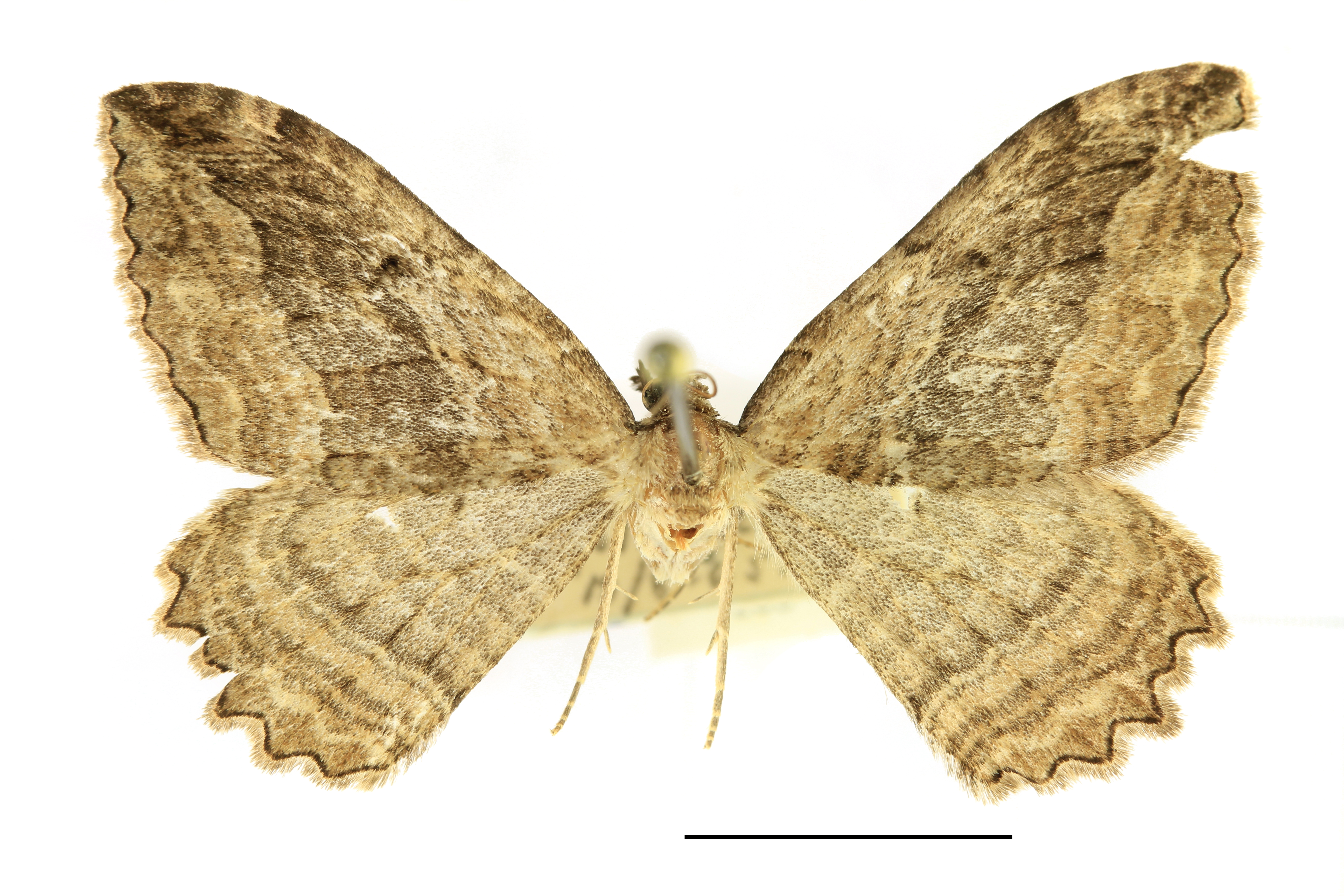